# Republikanisches Prinzip
Das republikanische Prinzip oder Republiksprinzip ist nach deutschem Recht eine Staatsstrukturbestimmung gemäß Artikel 20 Grundgesetz und Artikel 28 Absatz 1 Grundgesetz. Das republikanische Prinzip verpflichtet den Bund und die Länder auf die Staats- und Regierungsform der Republik (im Gegensatz  zur Monarchie).
In gleicher Weise legt Art. 1 der österreichischen Verfassung dem österreichischen Recht das republikanische Prinzip zu Grunde.
Das in Art. 20 I, 28 I 1 GG verankerte republikanische Prinzip verbietet die Monarchie als Staatsform. Ein durch Erbfolge bestimmtes Staatsoberhaupt darf es nicht geben. Dies gilt auch für die Länder.